# Itame quadrilinearia
Itame quadrilinearia là một loài bướm đêm trong họ Geometridae.